# Francis Condon
Francis Bernard Condon, född 11 november 1891 i Central Falls i Rhode Island, död 23 november 1965 i Boston i Massachusetts, var en amerikansk jurist och politiker (demokrat). Han var ledamot av USA:s representanthus 1930–1935.
Condon är begravd på Mount St. Mary's Cemetery i Providence County i Rhode Island.